# Saint-André-au-Bois
Saint-André-au-Bois of Saint-André-aux-Bois is een plaats in de Franse gemeente Gouy-Saint-André en een voormalige gemeente in het departement Pas-de-Calais. De plaats bevindt zich op het plateau tussen de Canche en de Authie, zo'n anderhalve kilometer ten noordoosten van het centrum van Gouy. Hier bevond zich de Abdij van Saint-André-aux-Bois.

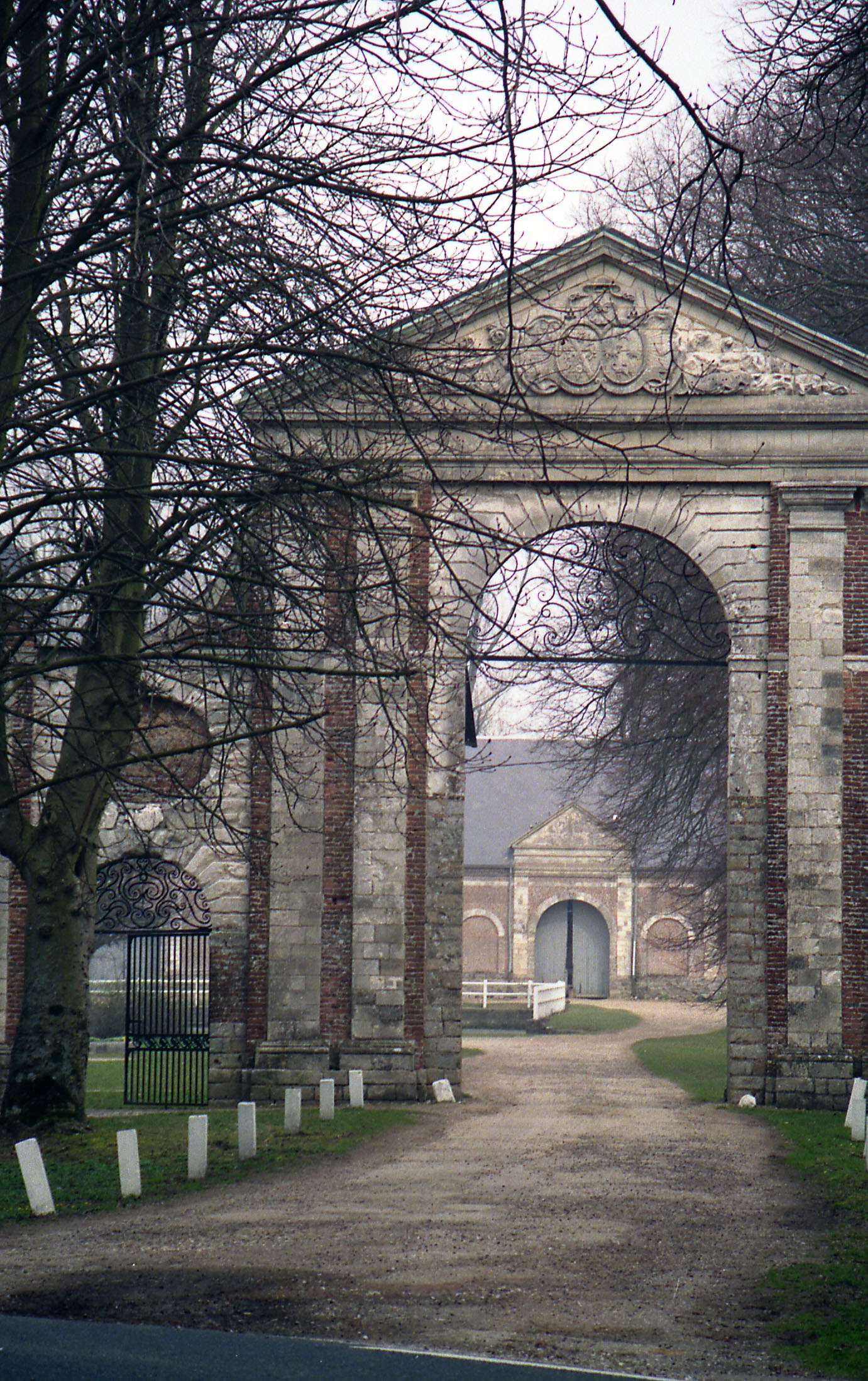
Toegangspoort van de abdij

## Geschiedenis
Rond 1130 had vanuit de Abdij van Saint-Josse-au-Bois (de latere Abdij van Dommartin) een nieuwe gemeenschap van premonstratenzers zich gevestigd nabij Maresquel, langs de oevers van de Canche, op een domein dat men Aulnoy noemde. De gronden daar bleken echter te drassig en de monniken verkregen uiteindelijk in 1156 het domein Grémécourt, drie kilometer zuidelijker op het plateau in de bossen. Daar vestigden ze hun priorij, die de status van abdij kreeg en de Abdij van Saint-André-aux-Bois werd genoemd. Uit de 12de eeuw dateren dan ook al vermeldingen van de plaats als Sanctus Andreas de Nemore. De abdij haalde haar inkomsten uit de tienden die het in enkele parochies inde en uit de landpacht van enkele hoeves die men bezat, namelijk die van Bloville, Brunehautpré, Valivon, Valrestaud (bij Thiembronne) en die van Saint-André zelf.
De abdij zorgde voor voorspoed in de omgeving, maar de ligging op de grens van Picardië en Artesië, later tussen Frankrijk en de Spaanse Nederlanden, zorgde ook meermaals voor vernieling. Na de Franse Revolutie werd de abdij opgeheven en de kerk werd gesloopt. Van de abdij bleven slechts de toegangspoort en de hoeve over.
Bij de oprichting van gemeenten werd nog de gemeente Saint-André-au-Bois opgericht. Die omvatte de abdijsite, de gronden van de hoeves van Brunehautpré, Valivon, Bloville en de broeken van Aulnoy nabij de Canche in de buurt van Maresquel. In 1834 werd de gemeente (102 inwoners in 1831) echter al opgeheven en ontbonden. De voormalige abdijsite van Saint-André-au-Bois werd aangehecht bij de gemeente Gouy, die in Gouy-Saint-André werd hernoemd. Brunehautpré en Valivon werden bij Campagne-lès-Hesdin gevoegd, Bloville bij Boisjean en Aulnoy bij Maresquel.

## Bezienswaardigheden
- De overblijvende oude abdijgebouwen uit het midden van de 18de eeuw werden in 1970 ingeschreven als monument historique.